# Мейсън (окръг, Илинойс)
Вижте пояснителната страница за други значения на Мейсън.
Окръг Мейсън (на английски: Mason County) е окръг в щата Илинойс, Съединени американски щати. Площта му е 1458 km², а населението - 16 038 души (2000). Административен център е град Хавана.